# Хаен
Хаен (ісп. Jaén МФА: [xaˈen], від араб. جيان :Jayyān) — місто в Андалусії (південній частині Іспанії), адміністративний центр провінції Хаен. Місто розташоване на схилах гір Санта-Каталіна. Його мешканці відомі як Jiennenses, населення міста станом на 2009 рік становило 120 тис. мешканців, близько 1/6 населення провінції.
Місто є промисловим центром, де розвинені хімічна, харчова і текстильна промисловість, а також центром сільськогосподарського району з виробництва оливкової олії. На початку 21 століття тут активно розвивається туризм. Є недіюча трамвайна система.

## Релігія
- Центр Хаенської діоцезії Католицької церкви.

## Персоналії
- Хасдай ібн Шапрут (910/915—970/975) — державний діяч, лікар, дипломат часів Кордовського халіфату.